# Recording Industry Association of Japan

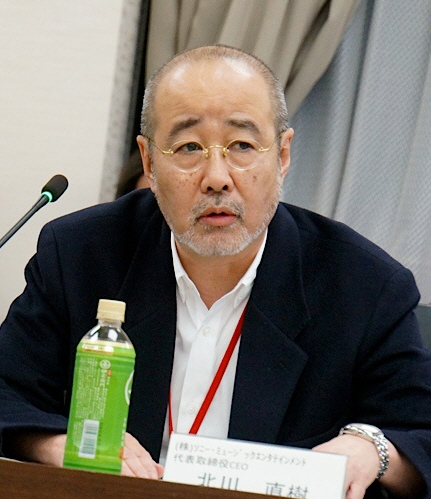
Le patron de la RIAJ.

La Recording Industry Association of Japan (RIAJ) est une association qui défend les intérêts de l'industrie du disque au Japon.

## Certification
La certification est identique pour les albums et singles et inclut les téléchargements numériques.
- Or : 100,000
- Platine : 250,000
- Diamant (million) : 1 million

### Liste des principales associations de défense de l'intérêt du disque dans le monde
- IFPI (Organisme international)
- ARIA (Australie)
- CRIA (Canada)
- RIAA (États-Unis)
- SNEP (France)
- IRMA (Irlande)
- RIANZ (Nouvelle-Zélande)
- Associação Fonográfica Portuguesa (Portugal)
- British Phonographic Institute (Royaume-Uni)